# 이미테이션 (드라마)
《이미테이션》은 2021년 5월 7일부터 2021년 7월 23일까지 방송된 KBS 2TV 금요 드라마 작품이다. KBS 2TV 금요 드라마는, 지난 2015년 7월 24일, 《오렌지 마말레이드》 이후 잠시 6년 여만에 재개하였었다.

## 기획 의도
아이돌 100만 연예고시 시대에 맞춰 진짜를 꿈꾸는 모든 별들을 응원하는 아이돌 헌정서가 될 프로그램.

## 등장인물

### 주요 인물
- 이준영 : 권력 역 - K팝의 정점 ‘샥스’의 센터, 마하의 연인.
- 정지소 : 이마하 역 - 톱스타 '라리마' 짝퉁, 걸그룹 '티파티'의 멤버, 력의 연인.
- 박지연 : 라리마 역 - 탑 아이돌, 력의 데뷔 동기.
- 정윤호 : 이유진 역 - 외유내강형 아이돌, 스파클링 센터. 현지의 연인.
- 데니 안 : 지학 역 - 대형 기획사 NOG 실장, 'CAFE H' 사장
- 강찬희 : 이은조 역 - '샥스' 내 인기 투탑, 죽은 애니의 연인.

### 샥스
- 박유리 : 도진 역 - '샥스'의 분위기 메이커
- 안정훈 : 한재우 역 - '샥스'의 리더
- 휘영 : 강이현 역 - '샥스'의 멤버, 작곡가 지망생.
- 최종호 : 혁 역 - '샥스'의 막내
- 오희준 : 대권 역 - '샥스'의 매니저

### 티파티
- 임나영 : 심현지 역 - 현주 여중의 여신, 유진의 연인.
- 민서 : 유리아 역 - '티파티'의 메인 보컬

### 스파클링
- 수웅 : 현오 역 - '스파클링' 멤버
- 박성화 : 세영 역 - '스파클링'의 멤버, 숨겨진 실세
- 최산 : 민수 역 - '스파클링'의 멤버
- 신수호 : 태근 역 - '스파클링'의 매니저

### N0G 사람들
- 공정환 : 박 대표 역 - 한국의 대형 기획사의 대표
- 이태형 : 김 실장 역 - 박 대표의 오른팔

### 팩트체크
- 심은진 : 변정희 역 - 연예 전문 '팩트체크'의 기자

### 그 외 인물
- 연시우 : 장유리 역 - 걸그룹 '오메가쓰리' 전 멤버
- 지숙 : 은진 역 - 스타일리스트 실장
- 김소희 : 주민성 역 - 카페 H 아르바이트생
- 윤정섭 : 성승조 역 - 권력이 출연하는 영화의 조연출
- 이휘서 : 류태리 역 - '샥스' 팬클럽 '핀즈' 회장
- 최소윤 : 조소윤 역 - '샥스' 팬클럽 '핀즈' 임원
- 최우빈 : 현우진 역 - 리아와 컬래버레이션 무대를 꾸미게 된 남자 아이돌 파트너
- 박정언 : MML 위원장 역
- 조정치 : 하석 역 - 작곡가 암모나이트
- 남대정 : 한녹희 역 - 샥스의 팬
- 추재호 : 송남엽 역 - 파파라치
- 서지훈 : 윤빈 역
- 남정우 : 고바위 역
- 황민영 : 강숙 역 - 현오의 이전 여자친구
- 이철 : 영화제 MC 역

### 특별 출연
- 장원영 : 김 대표 역 - 오메가 엔터테인먼트 대표 (1회)
- 성혁 : 제43회 백호영화제 신인남우상 후보 역 (1회)
- 김동연 : 제43회 백호영화제 신인남우상 후보 역 (1회)
- 박경림 : '시사피플' MC 역 - 리아, 현지, 마하가 출연한 '시사피플' 앵커 (2회)
- 주영훈 : 프리즈 역 - 작곡가 (3회)
- 써드아이 : '아이돌이 떴다'에 출연한 가수 역 (3회)
- 윤유선 : 정여사 역 - 마하의 어머니 (10회)

## 시청률
최저 시청률과 최고 시청률은 시청률 조사회사와 지역별로 시청률에 차이가 있을 수 있습니다.
| 2021년 | 2021년   | 2021년         | 2021년 |
| 회차   | 방송일   | AGB 시청률     |        |
| 회차   | 방송일   | 대한민국(전국) |        |
| ------ | -------- | -------------- | ------ |
| 제1회  | 5월 7일  | 1.0%           |        |
| 제1회  | 5월 7일  | 0.9%           |        |
| 제2회  | 5월 14일 | 0.8%           |        |
| 제2회  | 5월 14일 | 1.1%           |        |
| 제3회  | 5월 21일 | 0.8%           |        |
| 제3회  | 5월 21일 | 0.8%           |        |
| 제4회  | 5월 28일 | 1.0%           |        |
| 제4회  | 5월 28일 | 1.7%           |        |
| 제5회  | 6월 4일  | 1.0%           |        |
| 제5회  | 6월 4일  | 0.8%           |        |
| 제6회  | 6월 11일 | 0.7%           |        |
| 제6회  | 6월 11일 | 0.4%           |        |
| 제7회  | 6월 18일 | 0.9%           |        |
| 제7회  | 6월 18일 | 0.6%           |        |
| 제8회  | 6월 25일 | 1.3%           |        |
| 제8회  | 6월 25일 | 1.1%           |        |
| 제9회  | 7월 2일  | 1.0%           |        |
| 제10회 | 7월 9일  | 1.0%           |        |
| 제11회 | 7월 16일 | 0.5%           |        |
| 제12회 | 7월 23일 | 1.2%           |        |

## 참고 사항
- 데니 안과 찬희는 2012년 KBS 2TV 수목 드라마 《세상 어디에도 없는 착한남자》 이후 9년만에 재회했다.

## 같이 보기
- 대한민국의 텔레비전 드라마 목록 (ㅇ)
- 2021년 대한민국의 텔레비전 드라마 목록